# 本特·佛勒曼
本特·佛勒曼（Bengt Fröman，1950年11月30日—），是一名瑞典退役男子羽球運動員，以雙打比賽而聞名。
本特·佛勒曼在1976年與托马斯·希尔斯特伦一起贏得了著名的全英羽球錦標賽男子雙打冠軍。兩人在1977年IBF世界錦標賽男子雙打比賽中獲得銅牌。